# El Chichón
El Chichón é o vulcão situado mais a sul e a leste no oeste. É um pequeno cone de escórias que ocupa uma zona da mata da região de Chiapas. Depois de 1982 foi densamente florestado e a sua altitude não é maior do que os montes de origem não vulcânica circundante.